# Bølgetoppane
Die Bølgetoppane (norwegisch für Wellenspitzen) sind eine Gebirgsgruppe im ostantarktischen Königin-Maud-Land. Sie gehören zur Kirwanveggen und ragen zwischen dem Tal Urfjelldokka und dem Fedorovbreen auf.
Wissenschaftler des Norwegischen Polarinstituts benannten sie 2016.